# 6771 Foerster
6771 Foerster este un asteroid din centura principală de asteroizi.

## Descriere
6771 Foerster este un asteroid din centura principală de asteroizi. A fost descoperit pe 9 martie 1986 la Siding Spring de Claes-Ingvar Lagerkvist. Asteroidul prezintă o orbită caracterizată de o semiaxă mare de 2,33 ua, o excentricitate de 0,18 și o înclinație de 0,8° în raport cu ecliptica.